# 瓦尔德霍夫-法尔肯施泰因
瓦尔德霍夫-法尔肯施泰因是德国莱茵兰-普法尔茨州的一个市镇。总面积3.01平方公里，总人口33人，其中男性15人，女性18人（2011年12月31日），人口密度11人/平方公里。